# 川勝広勝
川勝 広勝（かわかつ ひろかつ）は、江戸時代中期の旗本。広氏流川勝家の4代当主。

## 生涯
享保3年（1718年）、川勝隆明の三男として江戸に生まれ、後に川勝広良の養子となった。延享2年（1745年）閏12月26日、義父広良の死去により、その家督（丹波国氷上郡内700石）を継ぎ、小普請となった。
延享3年（1746年）3月23日、初めて将軍徳川家重に拝謁した。延享4年（1747年）5月16日より書院番に列した。
安永2年12月13日（1774年1月13日）、56歳で没した。家督は婿養子の広次が継いだ。